# Tomogonus crassus
Tomogonus crassus là một loài bọ cánh cứng trong họ Bọ hung (Scarabaeidae).